# ラグビーイタリア代表
ラグビーイタリア代表は、イタリアラグビー連盟によるラグビーユニオンのナショナルチームである。愛称は「アッズーリ」（Azzurri イタリア語で「青」の意味）。

## 概要
ワールドラグビーではティア1に属する。
2007年のシックス・ネイションズでは、2月24日にスコットランド代表を、敵地のマレーフィールドにおいて37-17（前半24-10）で下し、イタリア代表のシックス・ネイションズ初のアウェー勝利を果たした。また、2週間後の3月10日にはウェールズ代表を、本拠地スタディオ・フラミニオにおいて23-20（前半13-7）で下し、シックス・ネイションズ初のシーズン2勝をあげた。
ワールドカップには毎回出場しているが、プール戦で敗退している。
シックス・ネイションズでは最下位が続き、2015年から2022年にかけて36連敗を記録した。
2022年3月19日、シックス・ネイションズ2022において、アウェイであるウェールズの首都カーディフのプリンシパリティスタジアムで、ウェールズ代表を相手に22-21（前半12-7）で久々の勝利を挙げた。

## 選手

### 現在の代表
イタリア代表スコッド
- ヘッドコーチ :  ゴンサロ・ケサダ

| 選手                           | ポジション     | 誕生日 (年齢)          | キャップ | チーム               |
| ------------------------------ | -------------- | ---------------------- | -------- | -------------------- |
| トッマソ・ディ・アルトロメーロ | フッカー       | 2001年1月4日（24歳）   | 0        | ゼブレ・パルマ       |
| パブロ・ディムチェフ           | フッカー       | 1999年7月1日（25歳）   | 0        | USコロミエ           |
| ジャコモ・ニコテーラ           | フッカー       | 1996年7月15日（28歳）  | 33       | ベネットン           |
| ダニーロ・フィスケッティ       | プロップ       | 1998年1月26日（27歳）  | 52       | ゼブレ・パルマ       |
| モハメド・ハサ                 | プロップ       | 2001年9月10日（23歳）  | 0        | ゼブレ・パルマ       |
| マルコ・リッチョーニ           | プロップ       | 1997年10月19日（27歳） | 33       | サラセンズ           |
| ミルコ・スパグノーロ           | プロップ       | 2001年1月2日（24歳）   | 14       | ベネットン           |
| ジョズエ・ズィロッキー         | プロップ       | 1997年1月15日（28歳）  | 24       | ベネットン           |
| マッテオ・カナーリ             | ロック         | 1998年9月11日（26歳）  | 0        | ゼブレ・パルマ       |
| ニッコロ・カンノーネ           | ロック         | 1998年5月17日（27歳）  | 52       | ベネットン           |
| リッカルド・ファヴレット       | ロック         | 2001年10月18日（23歳） | 6        | ベネットン           |
| アンドレア・ザンボニン         | ロック         | 2000年9月3日（24歳）   | 9        | ゼブレ・パルマ       |
| ロレンツォ・カンノーネ         | バックロー     | 2001年1月28日（24歳）  | 28       | ベネットン           |
| アレッサンドロ・イゼコール     | バックロー     | 2000年3月5日（25歳）   | 4        | ベネットン           |
| セバスティアン・ネグリ         | バックロー     | 1994年6月30日（30歳）  | 63       | ベネットン           |
| デイヴィッド・オディアセ       | バックロー     | 2003年1月19日（22歳）  | 0        | オヨナ               |
| ロス・ヴィンツェント           | バックロー     | 2002年6月5日（23歳）   | 14       | エクセター・チーフス |
| マヌエル・ズリアーニ           | バックロー     | 2000年4月26日（25歳）  | 32       | ベネットン           |
| アレッサンドロ・フスコ         | スクラムハーフ | 1999年10月28日（25歳） | 18       | ゼブレ・パルマ       |
| アレッサンドロ・ガルビシ       | スクラムハーフ | 2002年4月11日（23歳）  | 16       | ベネットン           |
| スティーブン・バーニー         | スクラムハーフ | 2001年5月16日（24歳）  | 30       | RCヴァンヌ           |
| ジャコモ・ダ・レ               | フライハーフ   | 1999年3月29日（26歳）  | 2        | ゼブレ・パルマ       |
| ギオヴァーニ・モンテマウリ     | フライハーフ   | 2000年10月24日（24歳） | 0        | ゼブレ・パルマ       |
| ギウリオ・ベルタシーニ         | センター       | 2000年11月29日（24歳） | 1        | ゼブレ・パルマ       |
| レオナルド・マリン             | センター       | 2002年2月23日（23歳）  | 14       | ベネットン           |
| トンマーゾ・メノンチェッロ     | センター       | 2002年8月20日（22歳）  | 28       | ベネットン           |
| フェデリコ・モリ               | センター       | 2000年10月13日（24歳） | 17       | バイヨンヌ           |
| マルコ・ザノン                 | センター       | 1997年10月3日（27歳）  | 17       | ベネットン           |
| シモーネ・ジェジ               | ウイング       | 2001年5月23日（24歳）  | 3        | ゼブレ・パルマ       |
| モンティ・イオアネ             | ウイング       | 1994年10月30日（30歳） | 39       | リヨンOU             |
| パオロ・オドグウ               | ウイング       | 1997年2月18日（28歳）  | 6        | ベネットン           |
| ヤコポ・トゥルッラ             | フルバック     | 2000年7月5日（24歳）   | 14       | ゼブレ・パルマ       |
| ミルコ・ベローニ               | フルバック     | 2004年6月4日（21歳）   | 0        | ロヴィーゴ・デルタ   |

※所属、 キャップ数(Cap)は2025年6月20日現在

## ワールドラグビー男子ランキング
ワールドラグビーが発表するデータにもとづく。
| ワールドラグビー男子ランキング 上位30チーム（2025年5月26日時点） | ワールドラグビー男子ランキング 上位30チーム（2025年5月26日時点） | ワールドラグビー男子ランキング 上位30チーム（2025年5月26日時点） | ワールドラグビー男子ランキング 上位30チーム（2025年5月26日時点） |
| 順位                                                             | 変動*                                                            | チーム                                                           | ポイント                                                         |
| ---------------------------------------------------------------- | ---------------------------------------------------------------- | ---------------------------------------------------------------- | ---------------------------------------------------------------- |
| 1                                                                | 増減なし                                                         | 南アフリカ共和国                                                 | 092.78                                                           |
| 2                                                                | 増減なし                                                         | ニュージーランド                                                 | 090.36                                                           |
| 3                                                                | 増減なし                                                         | アイルランド                                                     | 089.83                                                           |
| 4                                                                | 増減なし                                                         | フランス                                                         | 089.51                                                           |
| 5                                                                | 増減なし                                                         | アルゼンチン                                                     | 084.97                                                           |
| 6                                                                | 増減なし                                                         | イングランド                                                     | 084.73                                                           |
| 7                                                                | 増減なし                                                         | スコットランド                                                   | 082.36                                                           |
| 8                                                                | 増減なし                                                         | オーストラリア                                                   | 081.52                                                           |
| 9                                                                | 増減なし                                                         | フィジー                                                         | 080.07                                                           |
| 10                                                               | 増減なし                                                         | イタリア                                                         | 077.77                                                           |
| 11                                                               | 増減なし                                                         | ジョージア                                                       | 074.69                                                           |
| 12                                                               | 増減なし                                                         | ウェールズ                                                       | 073.39                                                           |
| 13                                                               | 増減なし                                                         | 日本                                                             | 072.95                                                           |
| 14                                                               | 増減なし                                                         | サモア                                                           | 072.68                                                           |
| 15                                                               | 増減なし                                                         | アメリカ合衆国                                                   | 070.02                                                           |
| 16                                                               | 増減なし                                                         | スペイン                                                         | 067.34                                                           |
| 17                                                               | 増減なし                                                         | ウルグアイ                                                       | 067.06                                                           |
| 18                                                               | 増減なし                                                         | ポルトガル                                                       | 066.44                                                           |
| 19                                                               | 増減なし                                                         | トンガ                                                           | 065.46                                                           |
| 20                                                               | 増減なし                                                         | ルーマニア                                                       | 064.61                                                           |
| 21                                                               | 増減なし                                                         | チリ                                                             | 061.72                                                           |
| 22                                                               | 増減なし                                                         | ベルギー                                                         | 059.98                                                           |
| 23                                                               | 増減なし                                                         | カナダ                                                           | 059.49                                                           |
| 24                                                               | 増減なし                                                         | 香港                                                             | 059.18                                                           |
| 25                                                               | 増減なし                                                         | ナミビア                                                         | 057.87                                                           |
| 26                                                               | 増減なし                                                         | ジンバブエ                                                       | 057.16                                                           |
| 27                                                               | 増減なし                                                         | オランダ                                                         | 057.01                                                           |
| 28                                                               | 増減なし                                                         | ブラジル                                                         | 056.53                                                           |
| 29                                                               | 増減なし                                                         | スイス                                                           | 055.26                                                           |
| 30                                                               | 1                                                                | ポーランド                                                       | 054.06                                                           |
| *前週からの変動                                                  |                                                                  |                                                                  |                                                                  |
| イタリアのランキングの推移                                       |                                                                  |                                                                  |                                                                  |
| 生のグラフデータを参照/編集してください.                         |                                                                  |                                                                  |                                                                  |
| 出典: ワールドラグビー 推移グラフの最終更新: 2025年5月26日       |                                                                  |                                                                  |                                                                  |
|                                                                  | 現在、技術上の問題で一時的にグラフが表示されなくなっています。   |                                                                  |                                                                  |

## 歴史

### 1911–34
1911年、ミランスポーツ組合とヴォワロンとの間でイタリア代表としての初試合を行った。同年7月25日、イタリア宣伝委員会が形成され、これが、1928年にイタリアラグビー連盟となった。1929年5月20日、初のテストマッチをスペイン代表との間で行い、0-9で敗れた。1934年、フランスラグビー連盟の主導により国際アマチュア・ラグビー連盟が設立されると、これに加盟した。

### 1945–99
イタリアラグビー界にとって、第二次世界大戦は他国と同様に空白期間であった。

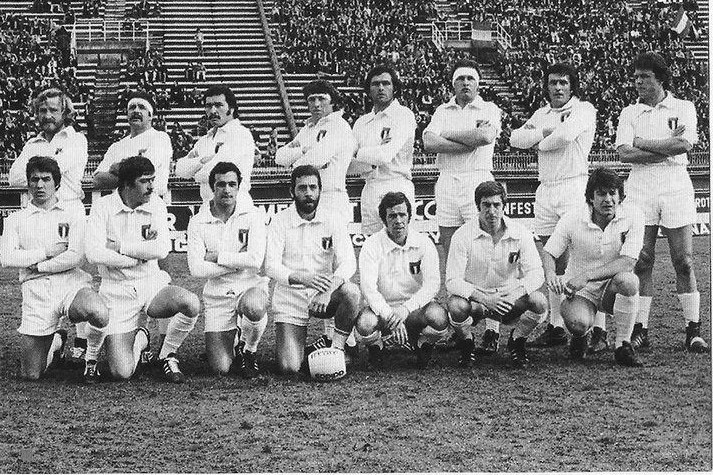
フランス代表との試合に臨むイタリア代表, 1975年

1970年代から1980年代にかけて、イタリアのラグビーは、外国からの選手や指導者によって飛躍的な進化を遂げ、1973年には、南アフリカ遠征を行った。1987年にはワールドカップに初出場し。ニュージーランド相手に70-6の大敗を喫するもフィジーに勝利し、プール戦を3位で終えた。

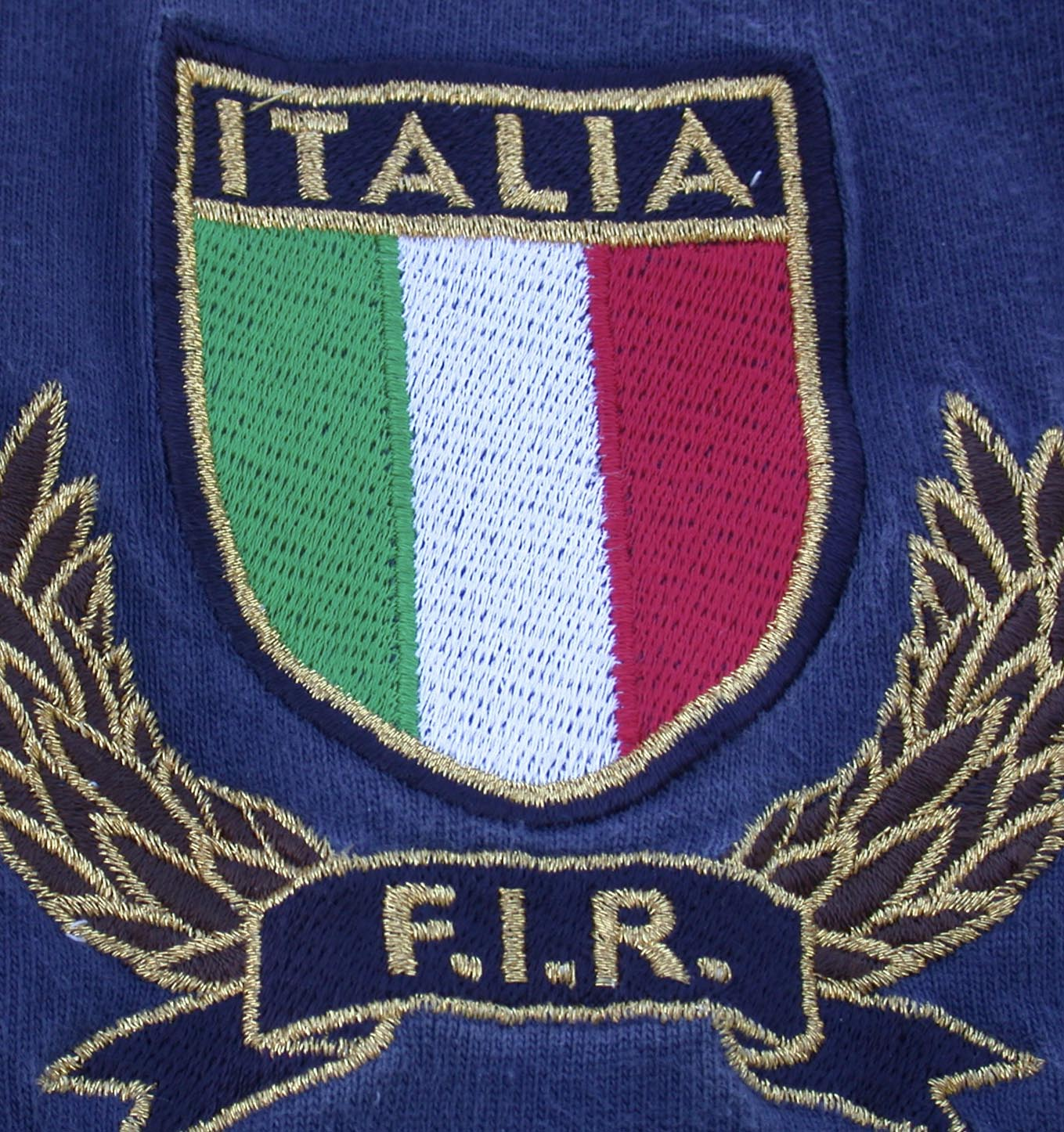
ラグビーイタリア代表のエンブレム

1991年大会では、イングランド、ニュージーランドと同組という死の組に組み込まれたものの、アメリカには勝利した。1995年大会では、イングランド相手に20–27と善戦するも敗北。その後、アルゼンチンに勝利するもプール戦3位に沈んだ。1997年、同国代表はアイルランド代表を相手に連勝（11月4日、ランズダウン・ロードにて37-29。12月20日、スタディオ・レナート・ダッラーラにて37–22）。他に、同年3月22日にはフランス代表相手に初勝利（グルノーブルにて40-32）。 1998年1月にはスコットランド代表から勝利を挙げた(トレヴィゾにて25-21)。しかしながら、1999年のワールドカップでは全敗でプール戦を終えた。

### シックス・ネイションズ加入から現在まで

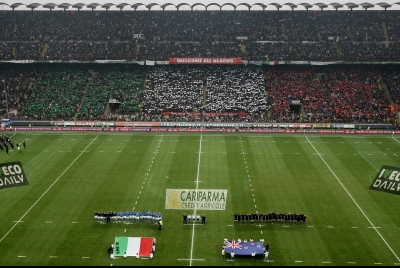
2009年、スタディオ・ジュゼッペ・メアッツァでのニュージーランド戦

2000年、同国代表はついにファイブ・ネイションズ（シックス・ネイションズへ改名）への加盟を認められた。
ジョン・カーワン監督の下で臨んだ2003年のワールドカップでは、カナダとトンガには勝利したが、ニュージーランド、ウェールズに敗れた。

## スタジアム
シックス・ネイションズ加入以前の同国代表は、ホームスタジアムを持っておらず、様々なスタジアムで試合を行っていた。2000年から2011年にかけては、シックス・ネイションズでの全てのホームゲームをローマのスタディオ・フラミニオにて行った。2010年、イタリアラグビー連盟は、シックス・ネイションズの2012年シーズンまでにスタディオ・フラミニオの収容人員を42,000人へ拡大することを発表したが、進捗していない。そのため、全ての試合はスタディオ・オリンピコ・ディ・ローマにて行うようになっている

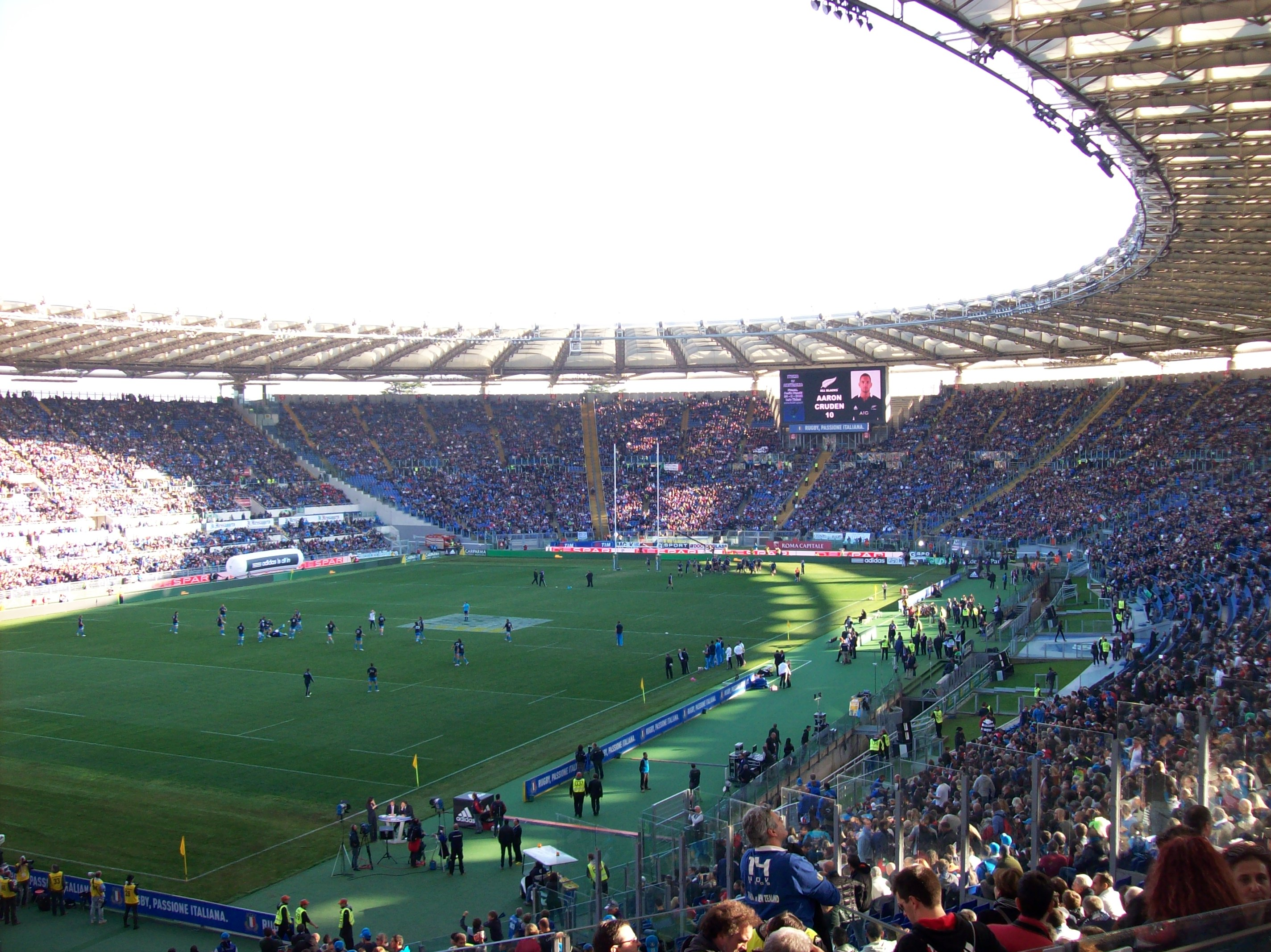
スタディオ・オリンピコ・ディ・ローマでのニュージーランド戦に備えるイタリア代表

1. 80,074人, ニュージーランド戦, 2009年11月14日, スタディオ・ジュゼッペ・メアッツァ(ミラン).
2. 80,054人, アイルランド戦, 2013年3月16日, スタディオ・オリンピコ・ディ・ローマ(ローマ).
3. 73,526人, ウェールズ戦, 2013年2月23日, スタディオ・オリンピコ・ディ・ローマ(ローマ).
4. 73,000人, ニュージーランド戦, 2012年11月17日, スタディオ・オリンピコ・ディ・ローマ(ローマ).
5. 72,354人, スコットランド戦, 2012年3月17日, スタディオ・オリンピコ・ディ・ローマ(ローマ).
6. 71,257人, イングランド戦, 2014年3月15日, スタディオ・オリンピコ・ディ・ローマ(ローマ).
7. 67,529人, フランス戦, 2013年2月3日, スタディオ・オリンピコ・ディ・ローマ(ローマ).
8. 66,271人, スコットランド戦, 2014年2月22日, スタディオ・オリンピコ・ディ・ローマ(ローマ).
9. 57,700人, アイルランド戦, 2015年2月7日,スタディオ・オリンピコ・ディ・ローマ(ローマ).
10. 53,700人, イングランド戦, 2012年2月11日, スタディオ・オリンピコ・ディ・ローマ(ローマ).

## 成績

### シックス・ネイションズ
2025年3月16日現在
|                                                                   | · イングランド   | · アイルランド   | · スコットランド   | · ウェールズ   | · フランス   | · イタリア   |
| ----------------------------------------------------------------- | ---------------- | ---------------- | ------------------ | -------------- | ------------ | ------------ |
| 試合数                                                            | 135              | 137              | 137                | 137            | 102          | 32           |
| 単独優勝（カッコ内は同時優勝）回数                                |                  |                  |                    |                |              |              |
|                                                                   | イングランドの旗 | アイルランドの旗 | スコットランドの旗 | ウェールズの旗 | フランスの旗 | イタリアの旗 |
| ホーム・ネイションズ時代                                          | 5 (4)            | 4 (4)            | 10 (3)             | 7 (4)          | 該当せず     | 該当せず     |
| ファイブ・ネイションズ時代                                        | 17 (6)           | 6 (5)            | 5 (6)              | 15 (8)         | 12 (8)       | 該当せず     |
| シックス・ネイションズ (現在)                                     | 7                | 6                | 0                  | 6              | 7            | 0            |
| 合計                                                              | 29 (10)          | 16 (9)           | 15 (9)             | 28 (12)        | 19 (8)       | 0 (0)        |
| グランドスラム（全勝優勝）回数                                    |                  |                  |                    |                |              |              |
|                                                                   | イングランドの旗 | アイルランドの旗 | スコットランドの旗 | ウェールズの旗 | フランスの旗 | イタリアの旗 |
| ホーム・ネイションズ時代                                          | 0                | 0                | 0                  | 2              | 該当せず     | 該当せず     |
| ファイブ・ネイションズ時代                                        | 11               | 1                | 3                  | 6              | 6            | 該当せず     |
| シックス・ネイションズ (現在)                                     | 2                | 3                | 0                  | 4              | 4            | 0            |
| 合計                                                              | 14               | 4                | 3                  | 12             | 10           | 0            |
| トリプルクラウン（ホーム・ネーションズ（英4か国）内での全勝）回数 |                  |                  |                    |                |              |              |
|                                                                   | イングランドの旗 | アイルランドの旗 | スコットランドの旗 | ウェールズの旗 | フランスの旗 | イタリアの旗 |
| ホーム・ネイションズ時代                                          | 5                | 2                | 7                  | 6              | 該当せず     | 該当せず     |
| ファイブ・ネイションズ時代                                        | 16               | 4                | 3                  | 11             | 該当せず     | 該当せず     |
| シックス・ネイションズ (現在)                                     | 5                | 8                | 0                  | 5              | 該当せず     | 該当せず     |
| 合計                                                              | 26               | 14               | 10                 | 22             | 該当せず     | 該当せず     |
| ウドゥン・スプーン（最下位チーム賞）回数                          |                  |                  |                    |                |              |              |
|                                                                   | イングランドの旗 | アイルランドの旗 | スコットランドの旗 | ウェールズの旗 | フランスの旗 | イタリアの旗 |
| ホーム・ネイションズ時代                                          | 7                | 10               | 5                  | 6              | 該当せず     | 該当せず     |
| ファイブ・ネイションズ時代                                        | 10               | 15               | 15                 | 10             | 12           | 該当せず     |
| シックス・ネイションズ (現在)                                     | 0                | 0                | 4                  | 3              | 1            | 18           |
| 合計                                                              | 17               | 25               | 24                 | 19             | 13           | 18           |

### ラグビーワールドカップ
- 1987年 - プール戦敗退
- 1991年 - プール戦敗退
- 1995年 - プール戦敗退
- 1999年 - プール戦敗退
- 2003年 - プール戦敗退
- 2007年 - プール戦敗退
- 2011年 - プール戦敗退
- 2015年 - プール戦敗退
- 2019年 - プール戦敗退
- 2023年 - プール戦敗退
- 2027年 - 出場権獲得